# Ștefan Minovici
Ștefan Minovici (n. 18 iulie 1867, Râmnicu Sărat, Râmnicu-Sărat, România – d. 29 decembrie 1935, București, România) a fost un chimist român.

## Biografie
A fost membru corespondent al Academiei Române din 1925.
A fost membru fondator al Academiei de Științe din România.
Studiile liceeale la Brăila și București și universitare (Facultatea de Chimie) la București. Și-a continuat pregătirea la Institutul de Chimie al Universității din Berlin(1894-1896), unde, în 1897, și-a luat doctoratul în chimie. Revenind în țară, a fost chimist legist la ministerele de Justiție și de Interne(1896-1911), profesor de chimie analitică la Facultatea Superioară de Farmacie(1897-1923) și la Facultatea de Științe. În perioada 1octombrie 1923-1 februarie 1925 va fi primul decan al Facultății de Farmacie București. A fost membru corespondent al Academiei Române (1925), al multor comisii internaționale de chimie sau farmacie din SUA, Franța, Germania, Polonia. Din 1925 a condus Institutul de Chimie de pe lângă Universitatea din București. A publicat Manual teoretic și practic de chimie analitică (4volume, 1907-1915) și Manual practic de chimie organică(1926).
Ștefan Minovici este fratele medicului legist Mina Minovici și a profesorului Nicolae Minovici. De numele celui din urmă se leagă Vila Minovici, muzeu și monument istoric din București. A decedat la 29 decembrie 1935 slujba de înmormântare oficiindu-se la biserica ”Sfântul Ștefan„, ctitorită de el în comuna Morăști (jud. Argeș).